# Рубинович, Войцех

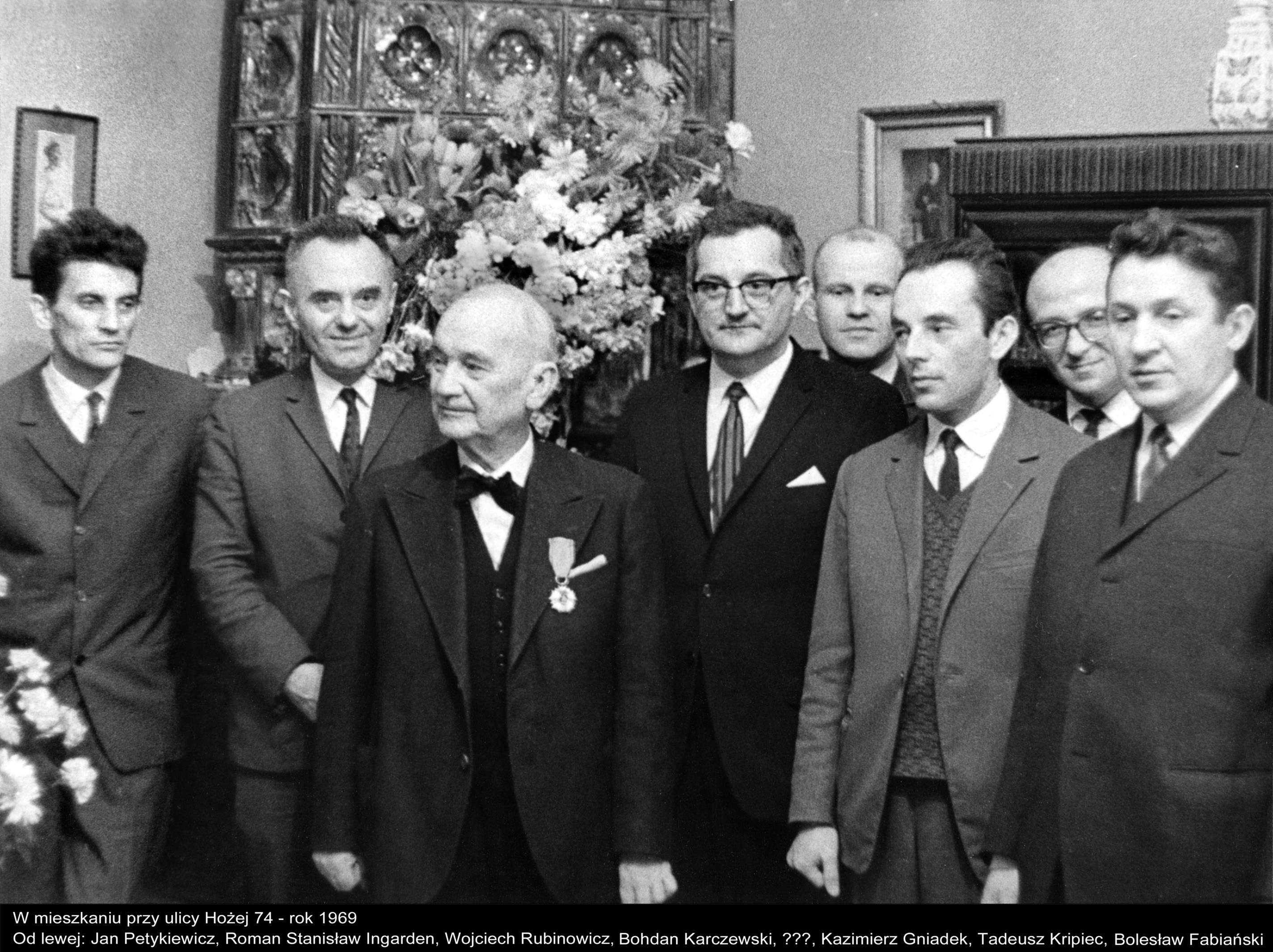
Проф. Войцех Рубинович среди сотрудников в 80-й день рождения

Войцех Рубинович (иногда встречается русская версия имени Войцек Рубинович, пол. Wojciech Rubinowicz, нем. Adalbert Rubinowicz; 22 февраля 1889 в Садгоре, Буковина, Австро-Венгрия — 13 октября 1974 в Варшаве, Польша) — польский физик-теоретик, доктор философии, профессор «Львовской политехники», Львовского университета, Варшавского университета. Действительный член Польской академии наук.
Сын Дамиана, аптекаря в Садгоре, участника Польского восстания (1863), студент Черновицкого университета. В 1912 стал ассистентом проф. Йозефа фон Гайтлера. В 1914 получил степень доктора философии по физике. В 1916 он покинул Черновцы, занятые российской армией, и уехал в Вену. В Мюнхене он стал студентом проф. Арнольда Зоммерфельда, в 1917 ассистентом в качестве стипендиата Фонда Аншиц-Кемпфе-Штифтунг (Anschütz-Kämpfe-Stiftung).
В 1919—1920 он работал в Копенгагене у проф. Нильса Бора. В 1920—1922 был профессором Люблянского университета (Югославия), в 1922—1937 «Львовской политехники», в 1937—1945 Львовского Университета, в 1946—1960 Варшавского Университета.
В 1937—1939 годах ассистентом проф. Рубиновича во Львовском университете был доктор Василь Милиянчук (1905—1958), его наследник на кафедре теоретической физики.
В 1931 году был избран членом-корреспондентом, а в 1947 году действительным членом Польской академии знаний, в 1952 году действительным членом Польской академии наук.
Был доктором honoris causa Берлинского университета имени Гумбольдта (1960), Ягеллонского университета в Кракове (1964) и Вроцлавского университета (1970).
На протяжении многих лет проф. Рубинович был председателем Польского физического общества.
Рубинович являлся лауреатом Государственной премии Польши I степени.
Рубинович был награждён польским орденом «Знамя Труда» I степени, является кавалером Офицерского креста, Креста Командора и Креста Командора со звездой Ордена Возрождения Польши
Проф. Рубинович создал около 90 научных трудов в областях:
- теории дифракции (эквивалентность теории Гюйгенса — Френеля и Юнга);
- правил выбора изменения состояния атомов при эмиссии и абсорбции света, что подтвердилось в открытии А. Кастлером явления оптического качания (Нобелевская премия 1966), а практически в создании лазера;
- квадрупольного излучения (особенной эмиссии света в случае зелёной полосы спектра северного сияния).

Рубинович похоронен на Повонзковском кладбище в Варшаве.

## Увековечение памяти

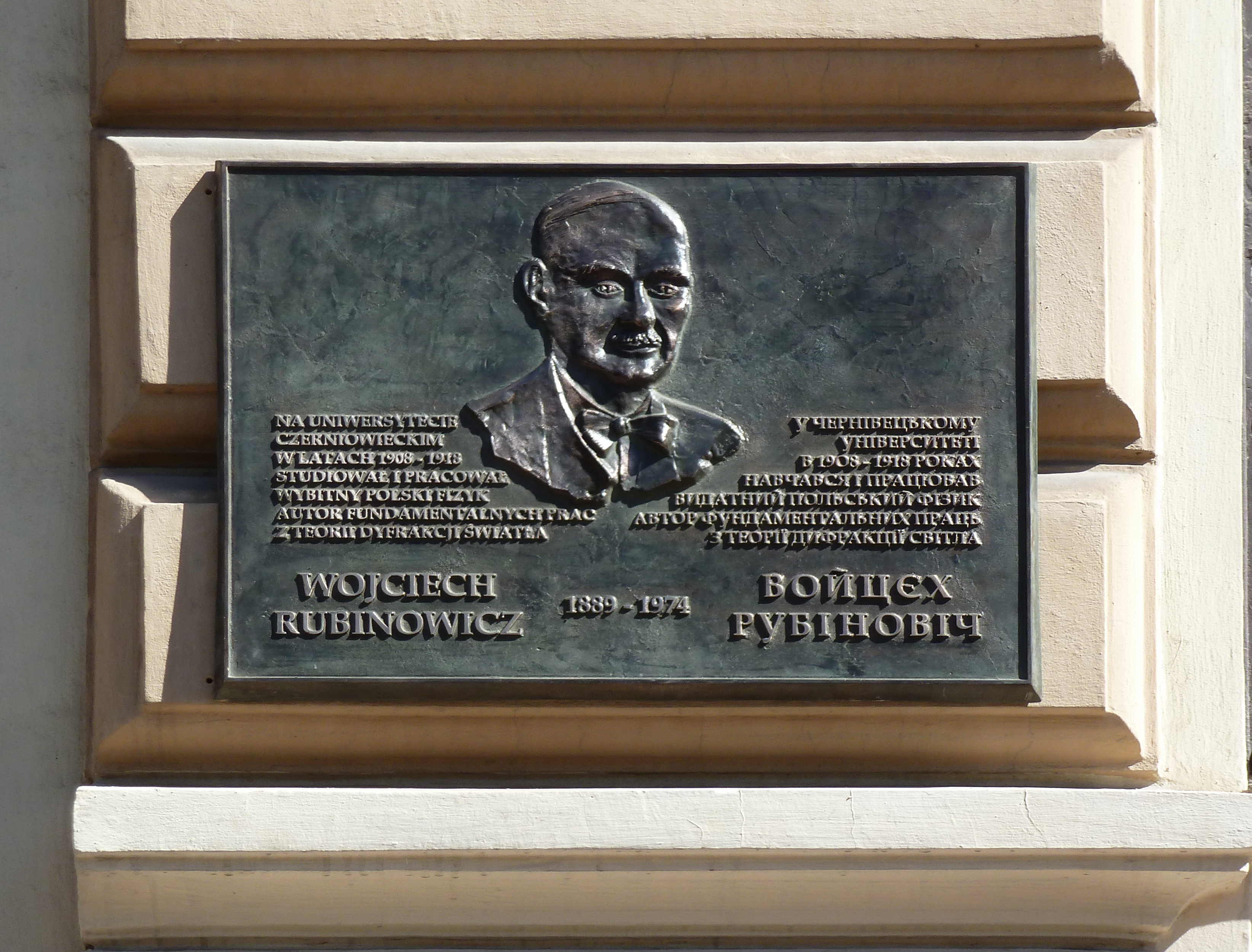
Мемориальная доска в Черновцах

11 сентября 2012 года на здании Черновицкого Университета была открыта мемориальная доска с надписью на польском и украинском языках:

«У Чернівецькому Університеті в 1908—1918 роках навчався і працював видатний польський фізик,
автор фундаментальних праць з теорії дифракції світла Войцєх Рубіновіч 1889—1974»
Польское физическое общество ежегодно вручает научную «Награду имени Войцеха Рубиновича» за достижения в физике.
Научная библиотека Института теоретической физики Варшавского Университета носит имя Войцеха Рубиновича.